# Foyer

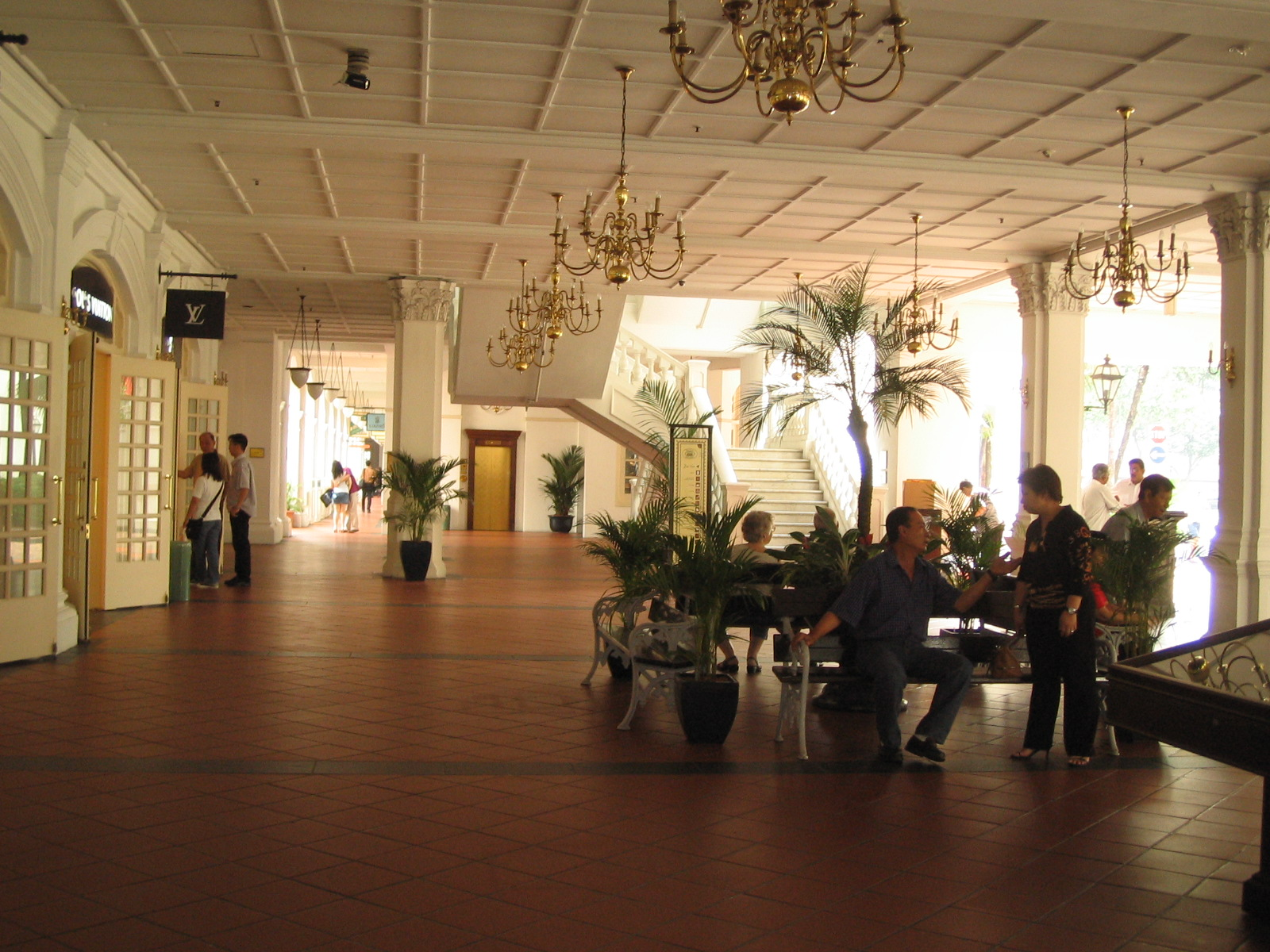
Foyer in het Raffles Hotel (Singapore)

Een foyer is een Frans leenwoord dat letterlijk haard betekent, en bij uitbreiding ook t(e)huis, verwarmde ruimte.

## Gezellige ruimte
In onder andere theaters en bioscopen is de foyer een ruimte die meestal gelegen is tussen de inkomhal en de eigenlijke theater- of filmzaal. De foyer wordt gebruikt voor verpozing tijdens de onderbreking, maar ook voor en na de voorstelling. Soms wordt de foyer gebruikt voor lezingen, zoals een "inleiding op de voorstelling" of voor een nabespreking en kans op contact met de artiesten. De foyer is daarom meestal voorzien van beperkte horeca-mogelijkheden voor een hapje en een drankje. Als de foyer vóór de kaartcontrole is gelegen, kan ze ook dienstdoen als horecagelegenheid op zich.
Ook hotels en sommige motels hebben vaak een foyer, waar mensen even kunnen wachten en iets drinken.
Via het Engels heeft het woord foyer als bijnaam crush-room.

## T(e)huis
Een foyer is ook een speciale woonvorm. Het Frans kent foyer als le foyer est le logement d'une ou plusieurs personnes.
Het begrip wordt ook wel gehanteerd om een woonvorm aan te duiden zoals die in Groot-Brittannië al langer bestaat. Daar is deze vorm sinds het midden van de jaren negentig bedoeld om jongvolwassenen tijdelijke huisvesting te bieden, waarnaast zij begeleiding krijgen om op relatief korte termijn zelfstandig te worden. Werken en leren zijn doelen waarnaar gestreefd wordt. De Engelsen noemen de projecten ook foyers en hun brancheorganisatie heet foyer federation.
In het Nederlands bestaan varianten op deze vorm met namen als jongerenfoyer, foyer de jeunesse (eigenlijk jeugdherberg) en foyer des jeunes travailleurs.
Voor dezelfde doelgroep wordt in Nederland het begrip "Kamers met Kansen" gebruikt.